# Джим Брикман
Джим Брикман (на английски: Jim Brickman) е американски композитор и пианист. Известен е със своите солови композиции за пиано, които са определяни като ню ейдж.

## Биография
Роден е на 20 ноември 1961 г. в Кливланд, Охайо, където израства. Записва се в Кливландския институт по музика, като същевременно учи бизнес в университета „Кейс Уестърн Ризърв“. На 19-годишна възраст е нает от Джим Хенсън да пише музика за „Улица Сезам“. Освен това по време на студентските си години е нает да пише музика с лесно запомнящи се мелодии.
Подписва договор със звукозаписната компания „Уиндам Хил Рекърдс“ и през 1994 г. излиза първият му албум „No Words“. Песента „Rocket To The Moon“ е първата солова инструментална песен в историята, която влиза в класацията на „Билборд“. Четири от албумите му — „By Heart“, „Picture This“, „The Gift“ и „Destiny“ — имат продадени над 500 000 екземпляра, което ги превръща в златни плочи според стандартите на РИАА, Американската асоциация на звукозаписните компании.

## Дискография
- 1994 – „No Words“
- 1995 – „By Heart“
- 1997 – „Picture This“
- 1997 – „The Gift“
- 1998 – „Visions of Love“
- 1999 – „Destiny“
- 2000 – „My Romance“
- 2001 – „Simple Things“
- 2002 – „Love Songs and Lullabies“
- 2003 – „Peace“
- 2004 – „Greatest Hits“
- 2005 – „Grace“
- 2005 – „The Disney Songbook“
- 2006 – „Escape“
- 2006 – „Christmas Romance“
- 2007 – „Homecoming“